# ایون پروداکشنز
ایون پروداکشنز (انگلیسی: Eon Productions) یک شرکت فیلم‌سازی در بریتانیا است.
این شرکت که تولیدکننده مجموعه فیلم‌های جیمز باند می‌باشد مقر آن شهر لندن است توسط آلبرت آر. براکلی و هری سالتزمن در سال ۱۹۶۱ تأسیس شده است.

## فیلم‌شناسی
1. دکتر نو (۱۹۶۲)
2. از روسیه با عشق (۱۹۶۳)
3. پنجه طلایی (۱۹۶۴)
4. گلوله آتشین (۱۹۶۵)
5. فقط دو بار زندگی می‌کنید (۱۹۶۷)
6. در خدمت سرویس مخفی ملکه (۱۹۶۹)
7. الماس‌ها ابدیند (۱۹۷۱)
8. زندگی کن و بگذار بمیرد (۱۹۷۳)
9. مردی با طپانچه طلایی (۱۹۷۴)
10. جاسوسی که دوستم داشت (۱۹۷۷)
11. مون‌ریکر (۱۹۷۹)
12. فقط بخاطر چشمان تو (۱۹۸۱)
13. اختاپوسی (۱۹۸۳)
14. نمایی از یک قتل (۱۹۸۵)
15. روزهای روشن زندگی (۱۹۸۷)
16. جواز قتل (۱۹۸۹)
17. گولدن آی (۱۹۹۵)
18. فردا هرگز نمی‌میرد (۱۹۹۷)
19. دنیا کافی نیست (۱۹۹۹)
20. روزی دیگر بمیر (۲۰۰۲)
21. کازینو رویال (۲۰۰۶)
22. ذره‌ای آرامش (۲۰۰۸)
23. اسکای‌فال (۲۰۱۲)
24. اسپکتر (۲۰۱۵)
25. زمانی برای مردن نیست (۲۰۲۰)